# The Buffalo Hunt
The Buffalo Hunt est un film muet américain réalisé par Thomas H. Ince et sorti en 1912.

## Fiche technique
- Réalisation : Thomas H. Ince
- Date de sortie : États-Unis : 20 août 1912

## Distribution
- Joe Goodboy
- Crazy Thunder
- Sky Eagle
- Black Bull
- Painted Horse